# 100TAUR
Nicolas Giraud, alias 100TAUR, né en 1982 à Montauban, est un artiste-peintre, sculpteur et plasticien français issu du milieu du graffiti,.

## Biographie

### Jeunesse et formation
Nicolas Giraud (alias 100TAUR) naît le 27 janvier 1982, à Montauban. Sa famille, originaire de Montauban dans le Tarn-et-Garonne sont médecins de père en fils. Son grand-père Léo Giraud sera un des cofondateurs de la clinique du Pont-de-Chaume à Montauban. Petit-neveu de l'acteur Roland Giraud, Nicolas ne suivra pas la tradition familiale préférant l’Art à la Médecine.
Enfant, il découvre l’œuvre de Jean-Auguste-Dominique Ingres au Musée Ingres-Bourdelle en même temps que celle de Tomi Ungerer, avec La grosse bête de Monsieur Racine, véritables chocs visuels pour lui.
Après un passage en École de communication visuelle et à l'école supérieure des beaux-arts de Toulouse, il est pris sous l’aile de Marc Dautry, sculpteur et graveur de renom, qui devient son maître et l’initie aux différentes techniques de la gravure.

### Parcours artistique
100TAUR installe son atelier à Toulouse puis à Saint-Orens-de-Gameville où il réside depuis 2013.
C'est à la  Galerie Ghiretti de Montauban que sa première exposition personnelle en 2003 est proposée. À partir de ce moment-là, il enchaîne les résidences d’artistes comme celle de Saint-Sever-du-Moustier où il sculpte un menhir géant au jardin des sculptures, les commandes publiques de Murs,,,, les festivals et les expositions en Europe et aux Etats-Unis.
Il produit principalement des toiles figuratives, réalisées à l’acrylique ou à l’huile. Son travail est régulièrement exposé en galeries comme lors d’événements au sein de musées aux États-Unis, en Espagne et en France.
En 2016, il participe à la Nuit Européenne des Musées en réalisant une fresque au Musée des Augustins.
L'été 2022, il a répondu à l’invitation officielle du festival de graffiti Next Now à Berlin, lors duquel il représente la Ville de Toulouse.

### Thèmes
Le style de 100TAUR, à la fois empreint d’humour et faussement horrifique, se rattache au mouvement Lowbrow, né aux États-Unis, mêlant dans ses influences des éléments propres à la culture populaire et à la peinture classique (Jérôme Bosch, Rembrandt, Le Caravage…). Son travail tourne autour des monstres et de leur histoire.
Il puise son inspiration tant dans les mythologies du monde entier que dans la littérature fantastique (Edgar Allan Poe, Lovecraft...) et les comics. Son atelier est comme une malle aux trésors remplie de taxidermies, livres, jouets et figurines.

## Expositions

### Expositions personnelles

#### 2010
- Solo Show – Saint-Orens de Gameville, France[16]

#### 2011
- Monsters and Mythologies - Galerie Brigitte Griffault - Montauban, France

#### 2012
- Croquis de comptoirs 2 - The Dispensary - Toulouse, France

#### 2013
- Les murs ont du Caractère[17] - Mural & Exhibition - Montauban, France

#### 2014
- Monsters in my Closet - Galerie Artoyz - Paris, France[18],[19]

#### 2015
- Lusus Naturae - Butterfly Art News - London, UK[20],[21],[22]

#### 2016
- Exhibition and artistic residency - Sculpture au Musée des Arts Buissonniers - Saint-Sever du Moustier, France[23]
- Monsters and mythologies - Exposition au Musée des Augustins, musée des Beaux-Arts de Toulouse, France

#### 2017
- Sortir du sentier - Galerie d'arts Orlinda Lavergne - Mulhouse, France[24],[25]
- Omnis mundi creatura - Galerie Blandine Roques - Montauban, France[26]
- FAC-SIMILé, Expo & Tattoo live - Green Galerie - Toulouse, France[27]

#### 2018
- Noire Écume ou la forme des Rêves - Chapelle des Cordeliers - Toulouse, France[28]

#### 2020
- « Ad Astra Per Aspera », exposition confinée et mise en place d’une visite virtuelle – Saint-Orens de Gameville, France

#### 2022
- Si tu revêts la peau de l’ombre - Théâtre des Mazades - Toulouse, France[29],[30],[31],[32]
- La Troisième Face du cygne et autres créatures - Galerie Cestiicii – Paris 4e, France

### Expositions collectives

#### 2005
- Galeria de la Riba - Cadaques, Spain[33]

#### 2007
- International Art Fair - ARCO 2007 - Madrid, Espagne[34]

#### 2008
- 400ml - Illustration d'un livre Le MUR - France[35]

#### 2010
- Venus - Spacejunk Art Centers - Bayonne, France
- Fat Cans Project - exposition itinérante - Lyon, Europe[36]
- Roots & Buds - Galerie GHP 4e anniversaire - Toulouse, France[37]

#### 2011
- Street Parade - Galerie MondoPOP - Roma, Italy[38]
- Rétrospective - Galerie GHP avant fermeture - Toulouse, France[39]

- Evènement caritatif pour le Rotary Club Montauban Passion – Montauban, France[40]

- Chimera and other nightmares - Galerie Art de Rien - Paris, France[41]

#### 2012
- Grimm’s Fairy Tales - Galerie Art de Rien - Paris, France[42],[43]
- Evènement caritatif pour le Rotary Club Montauban Passion – Montauban, France[44]
- Lethal Injection - 111 Minna Gallery - San Francisco, Etats-Unis[45],[46]

#### 2013
- Tetrachromic - Arch Enemy Arts Gallery - Philadelphia, US[47]

- Metamorphosis (April 2013) - Gristle Gallery Gallery - Brooklyn NewYork, US[48]
- Atelier Pop surréaliste - Mondo Pop Gallery - Rome, Italie

#### 2014
- VENUS V - Spacejunk Art Centers - Bayonne, France

- Secret world - Gristle Tattoo Gallery - Brooklyn NewYork, US[49]

- The Grotesque exhibition - Modern Eden Gallery - San Francisco, USA[50]
- La ville est à peindre - Salle Espalioux et Médiathèque - Pamiers, France[51]

#### 2015
- Star Wars - The Artist Awakens - Underdog Gallery - London, UK[52]

- L’École est finie - Galerie Sacre Bleu - Orleans, France[53]

- Crytozoology April Show Arch Enemy Arts Gallery - Philadelphia, US[54]

- March Showcase Arch Enemy Arts Gallery - Philadelphia, US

#### 2016
- Subcultures - Espace Croix-Baragnon – Toulouse, France[55],[56],[57]

- 8×8 Group Show – Penumbra Art Gallery - Charneca Caparica, Portugal
- The Comfort of Stars[58] - Arch Enemy Arts Gallery - Philadelphia, Etats-Unis

#### 2019
- Collecto - Galerie Blandine Roques - Montauban, France

#### 2021
- Corps / Anticorps[59] - L'Imagerie Galerie d'Art - Toulouse, France

#### 2023
- Urban Signature Avril 2023 – Galerie d'Art - Paris, France[60]
- Pas si Bête[61] - Espace Art et Liberté Mai/Juillet à la Mairie de Charenton-le-Pont, France

### Murs, fresques, évènements et festivals

#### 2014
- Fresque murale Les grands Prédateurs pour le muséum d'histoire naturelle - Toulouse, France (Collection permanente)[62]

#### 2015
- Fresque murale pour les 800 ans du couvent des Dominicain - Toulouse, France[63]

- Fresque murale pour Le Clapotis - Toulouse, France[64]
- Butterfly and 100Taur at a French Monastary[65]

#### 2016
- Murale avec Franeck pour le festival Indélébile - Colomiers, France[66]

- Fresque au Musée des Augustins, musée des Beaux-Arts de Toulouse – Nuit européenne des musées et du festival Rose Béton - Toulouse, France[67]

#### 2017
- Fresque murale pour l'évènement Mister Freeze - Toulouse, France[68]
- Petit monstre - Saragosse, Espagne[69]

#### 2018
- Grande fresque murale pour la ville de Toulouse - Toulouse, France[70],[71],[72]

#### 2019
- Tribute to the canvas : Le songe d’Ossian - Grande fresque murale en partenariat avec le musée Ingres Bourdelle et la ville de Montauban - Toulouse, France[73],[74]

#### 2020
- Tribute to the canvas : Roger délivrant Angélique - Grande fresque murale en partenariat avec le musée Ingres Bourdelle et la ville de Montauban - Montauban, France[75],[76],[77],[78]

- Mural for a jam avec Tilt, Mist. - Balma, France[79]

#### 2021
- Peinture murale[80] en partenariat avec Le Mur Oberkampf - Paris, France[81],[82]

- Tribute to the canvas : Œdipe et le Sphinx - Grande fresque murale en partenariat avec le musée Ingres Bourdelle et la ville de Montauban - Montauban, France[83],[84],[85]

#### 2022
- Grande fresque murale - Théâtre des Mazades - Toulouse, France[86]

- Fresque murale en collaboration avec la ville de Saint-Orens - Saint-Orens, France[87]

- Grande fresque murale - Festival Next Now à RAW Gelände - Berlin, Allemagne[88]

#### 2023
- Collaboration autour de la réalisation de 8 Affiches d'Art - La Mucca[89] - Toulouse, France - 100TAUR signe une série limitée de 8 affiches exclusives à partir de 8 de ses œuvres.

|  |  |  |  |
|  |  |  |  |

- Réalisation d'une peinture murale Mur pour la Salle de Musiques Actuelles Le Metronum à Toulouse (d'après la gravure intitulée George Washington traversant le Delaware).

|  |

- Réalisation d'un mur en réponse à une commande privée par un collectionneur à Toulouse.